# Mitreni
Mitreni est une commune roumaine située dans le județ de Călărași.